# Platydictya confervoides
Platydictya confervoides är en bladmossart som beskrevs av H. Crum 1964. Platydictya confervoides ingår i släktet Platydictya och familjen Amblystegiaceae. Inga underarter finns listade i Catalogue of Life.